# اهلن
اهلن (به آلمانی: Ahlen) یک شهر در آلمان است که در نوردراین-وستفالن واقع شده‌است.

## خصوصیات
اهلن ۱۲۳٫۱۴ کیلومترمربع مساحت دارد ۸۰ متر بالاتر از سطح دریا واقع شده‌است.